# Степанов Борис Іванович (фізик)
Борис Іванович Степанов (1913, Санкт-Петербург — 1987, Мінськ) — білоруський радянський фізик, академік АН БРСР (1953). Заслужений діяч науки БРСР (1967). Один із засновників білоруської школи фізики.

## Біографія
Степанов народився 15 (28 квітня) 1913 року в Санкт-Петербурзі. Після закінчення дев'ятирічки навчався у ФЗУ, а в 1930 році вступив у Ленінградський університет. З 1934 року одночасно працював в ДОІ. Після закінчення університету в 1936 році вступив в аспірантуру ДОІ, а через три роки захистив кандидатську дисертацію на тему «Дослідження резонансних збурень у спектрах двоатомних молекул». У липні 1941 року пішов добровольцем на фронт, воював у складі 162-го партизанського загону Ленінградського фронту, а потім і на Сталінградському фронті. У січні 1943 року відкликаний з армії для наукової роботи в ДОІ, що знаходився тоді в евакуації в Йошкар-Олі. У 1948 році Степанов захистив докторську дисертацію за темою «Розрахунок частот коливань складних органічних молекул». До 1953 року Степанов працював в ДОІ (з 1951 на посаді начальника лабораторії).
Працював у ЛІТМО, був одним з творців інженерно-фізичного факультету. Обіймав посаду доцента, а потім професора кафедри теоретичної фізики (1946-51).
У 1953 році запрошений в Інститут фізики АН БРСР, 1955—1973 роках завідував лабораторією, в 1957—1985 роках — директор інституту. Одночасно з 1953 року — професор БДУ імені В. І. Леніна, до 1963 року очолював кафедру спектрального аналізу. У 1985—1987 року був членом і радником Президії АН БРСР. З 1964 року і до кінця життя — головний редактор  всесоюзного «Журналу прикладної спектроскопії», що виходив у Мінську.
Член ВКП(б) з 1939 року, у 1971—86 роках обирався депутатом Верховної Ради БРСР.
Степанов створив у Білорусі велику наукову школу, серед його учнів — 11 докторів та 45 кандидатів наук. Його ім'ям названо Інститут фізики Національної академії наук Білорусі.

## Наукова діяльність
Роботи Степанова присвячені спектроскопії, люмінесценції, квантовій електроніці, а також нелінійній оптиці, лазерній спектроскопії, оптичній голографії, питань історії оптики.
Перша робота Степанова, опублікована в 1935 році, була присвячена теоретичному поясненню тонкого розщеплювання метастабільних рівнів азоту, спостерігається в експериментах. У 1939 році ним розвинена теорія аномалій у спектрах двоатомних молекул на основі методів чисельного визначення матричних елементів взаємодії рівнів з експериментальних даних. У 1940-і роки основним напрямком діяльності стала розробка теорії коливальних спектрів багатоатомних молекул та її застосування для конкретних розрахунків. Зокрема, в 1945 році Степанов досліджував вплив водневих зв'язків на спектри поглинання, а в 1948 році запропонував зручні наближені методи розрахунку коливальних спектрів складних органічних молекул. Струнка теорія спектрів багатоатомних молекул була викладена в класичній монографії «Коливання молекул» (співавтори — М.В. Волькенштейн і М.О. Єльяшевич).
У 1950-ті роки Степанов, відштовхуючись від основоположних робіт С.І. Вавилова, розвинув квантовомеханічну теорію люмінесценції і поглинання світла, що дозволяє єдиним чином описати характеристики цих процесів і основні експериментальні факти. На основі цієї теорії отримано ряд важливих результатів. Так, у 1955 році було вперше показано, що енергетичний вихід люмінесценції системи з трьома рівнями енергії може перевищувати одиницю. У 1956 році Степанов передбачив існування явища негативної люмінесценції, яка проявляє себе як спектральний провал на тлі широкосмугового рівноважного теплового випромінювання. У наступні роки вчений систематично розробив теоретичні основи спектроскопії негативних світлових потоків, в рамках якої отримали опис нові оптичні явища — негативна люмінесценція і негативний фотоефект. У 1957 році він показав, що спектри поглинання і люмінесценції складних молекул пов'язані між собою співвідношенням, що не залежать від індивідуальних властивостей молекул (універсальне співвідношення Степанова). Звернувшись до проблеми класифікації вторинного свічення, в 1959 році Степанов спільно зі своїм учнем П. А. Опанасевичем обґрунтували принциповою відмінністю між люмінесценцією і розсіюванням наявність проміжних процесів, що відбуваються в проміжку між моментами поглинання первинних і випущення вторинних фотонів.
З початку 1960-х років основною сферою діяльності Степанова стає лазерна фізика і нелінійна оптика. Так, вже в 1960 році спільно з В. П. Грибковським він провів розрахунок залежності поглинання і люмінесценції в трирівневій системі від інтенсивності збуджуючого випромінювання. У наступні роки Степановим разом з учнями закладені основи інженерних методів розрахунку лазерних систем, зокрема в 1964 році запропоновані прості ймовірнісні методи розрахунку енергетичних і часових характеристик оптичних квантових генераторів. У цьому циклі робіт з єдиних фізичних позицій були розглянуті всі сторони процесу генерації світла (співавтори — В.П. Грибковський, О.С. Рубанов, А.М. Самсон). У статті, написаній 1965 року спільно з П.А. Опанасевичем, побудована теорія внутрірезонаторного вимушеного комбінаційного розсіювання; в подальшому ця тематика успішно розвивалася в інституті, очолюваному Степановим.
Широке визнання отримали роботи Степанова, пов'язані з відкриттям нового класу лазерних середовищ — органічних барвників. Спочатку в 1964 році спільно з А.М. Рубіновим і В.А. Мостовніковим передбачена теоретична можливість генерації на розчинах ряду барвників, а через три роки (одночасно з вченими США і ФРН) вони здійснили її експериментально. В Інституті фізики АН БРСР створена серія відповідних лазерів з частотою випромінювання в широкій області спектра, що повільно перебудовується. У 1972 році ця діяльність відзначена Державною премією СРСР.
У працях Степанова та його учнів закладені основи динамічної голографії, розроблені нові методи перетворення світлових пучків. Зокрема, у 1970 році він спільно з А. С. Рубановим і Є.В. Івакіним виявив явище обертання хвильового фронту при чотирьоххвильовій взаємодії.

## Нагороди та премії
- Сталінська премія другого ступеня (1950) — за 2-томну монографію «Коливання молекул» (1949)
- Державна премія СРСР (1972) — за цикл робіт з дослідження явища оптичної генерації в розчинах складних органічних сполук і створення на їх основі нового типу лазерів з частотою випромінювання в широкій області спектра (1964—1971, спільно зі співавторами)
- Державна премія СРСР (1982) — за цикл робіт «Фізичні основи динамічної голографії і нові методи перетворення просторової структури світлових пучків» (1969—1980, спільно з співавторами)
- орден «Знак Пошани» (1952)
- орден Трудового Червоного Прапора (1961, 1983)
- Золота медаль імені С. І. Вавилова АН СРСР (1967)
- орден Жовтневої революції (1971)
- орден Леніна (1973)
- Герой Соціалістичної Праці (1973)
- Державна премія БРСР (1976) — за цикл робіт по генерації світла
- орден Дружби народів (1979)
- орден Вітчизняної війни II ступеня (6.4.1985)
- медалі

## Роботи

### Книги
- М. В. Волькенштейн, М. А. Ельяшевич, Б. И. Степанов. Колебания молекул. — М.-Л.: Гостехтеоретиздат, 1949; М.: Наука, 1972.
- Б. И. Степанов. Люминесценция сложных молекул. — Минск: Изд-во АН БССР, 1955.
- Б. И. Степанов. Основы спектроскопии отрицательных световых потоков. — Минск: Изд-во БГУ, 1961.
- Б. И. Степанов, В. П. Грибковский. Введение в теорию люминесценции. — Минск: Из-во АН БССР, 1963; London: Ilisse Books, 1968, 1970.
- Б. И. Степанов, В. П. Грибковский, А. С. Рубанов, А. Н. Рубинов, Ф. К. Рутковский, А. М. Самсон. Методы расчета оптических квантовых генераторов. — Минск: Наука и техника, 1966 (том 1), 1968 (том 2).
- Б. И. Степанов. Лазеры сегодня. — Минск: Вышэйшая школа, 1977.
- Б. И. Степанов. Очерки по истории оптической науки. — Минск: Наука и техника, 1978.
- Б. И. Степанов. Квантовая электроника. — Минск: Наука и техника, 1979.
- Б. И. Степанов. Лазеры на красителях. — М.: Знание, 1979. (Новое в жизни, науке, технике. Серия физика).
- Б. И. Степанов. Введение в современную оптику. — В 4-х томах:
  - Основные представления оптической науки на пороге XX века. — Минск: Наука и техника, 1989.
  - Фотометрия. О возможном и невозможном в оптике. — Минск: Наука и техника, 1989.
  - Квантовая теория взаимодействия света и вещества. — Минск: Наука и техника, 1990.
  - Поглощение и испускание света квантовыми системами. — Минск: Наука и техника, 1991.

### Основні наукові статті
- М. В. Волькенштейн, М. А. Ельяшевич, Б.И. Степанов. Теория колебательных спектров многоатомных молекул // ЖЭТФ. — 1945. — Т. 15. — С. 35—41.
- Б. И. Степанов, Б. С. Непорент. Колебательная энергия и люминесценция сложных молекул // УФН. — 1951. — Т. 43. — С. 380—425.
- В. В. Антонов-Романовский, Б. И. Степанов, М. В. Фок, А. П. Хапалюк. Выход люминесценции системы с тремя уровнями энергии // ДАН СССР. — 1955. — Т. 105. — С. 50—53.
- Б.И. Степанов. Закон Вавилова // УФН. — 1956. — Т. 58. — С. 3—36.
- Б. И. Степанов. Отрицательная люминесценция и отрицательный фотоэффект // Оптика и спектроскопия. — 1956. — Т. 1. — С. 125—130.
- Б. И. Степанов. Универсальное соотношение между спектрами поглощения и люминесценции сложных молекул // ДАН СССР. — 1957. — Т. 112. — С. 839—841.
- Б. И. Степанов, П. А. Апанасевич. Классификация вторичного свечения // Оптика и спектроскопия. — 1959. — Т. 7. — С. 437—445.
- Б. И. Степанов, В. П. Грибковский. Нелинейные оптические явления в системе частиц с тремя уровнями энергии // Известия АН СССР. — 1960. — Т. 24. — С. 534—538.
- Б. И. Степанов, В. П. Грибковский. Применение вероятностного метода для расчета оптических характеристик квантовых генераторов света // УФН. — 1964. — Т. 82. — С. 201—220.
- Б. И. Степанов, П. А. Апанасевич. Вынужденное комбинационное рассеяние внутри резонатора первичного ОКГ // Журнал прикладной спектроскопии. — 1965. — Т. 11. — С. 37—44. — DOI:10.1007/BF00658079.
- Б. И. Степанов, А. Н. Рубинов, В.А. Мостовников. Оптическая генерация в растворах сложных молекул // Письма в ЖЭТФ. — 1967. — Т. 5. — С. 144—148.
- Б. И. Степанов, А. Н. Рубинов. Оптические квантовые генераторы на растворах органических красителей // УФН. — 1968. — Т. 95. — С. 45—74.
- Б. И. Степанов, Е. В. Ивакин, А. С. Рубанов. О регистрации плоских и объёмных динамических голограмм в просветляющихся веществах // ДАН СССР. — 1971. — Т. 196. — С. 567—569.